# XI edició dels Premis Platino
La XI edició dels Premis Platino, presentats per l'Entitat de Gestió de Drets dels Productors Audiovisuals i la Federació Iberoamericana de Productors Cinematogràfics i Audiovisuals, honraren el millor del cinema iberoamericà estrenat en 2023. La cerimònia va tenir lloc el 20 d'abril de 2024 al Xcaret, Teatro El Gran Tlachco, Riviera Maya a Mèxic presentada per l'actriu mexicana Esmeralda Pimentel i l'actriu colombiana Majida Issa. Fou retransmesa per TNT i HBO Max per llatinoamèrica i RTVE Play i La 2 per Espanya.

## Antecedents
L'octubre de 2023 es va anunciar Xcaret a Riviera Maya com a seu de l'edició 2024 dels premis, que se celebrarà el 20 d'abril de 2024. És la tercera vegada que la cerimònia té lloc en aquest recinte així com la primera vegada en tres anys que la cerimònia no se celebra a Espanya.
La preselecció de candidats es va donar a conèixer el gener de 2024 a la Casa d'Amèrica de Madrid. La llista de 20 candidats a cada categoria va ser llegida el 22 de febrer de 2024 per Ana Layevska, Blanca Guerra, Diego Calva, Eréndira Ybarra, Erik Hayser, i Sandra Echeverría durant un acte organitzat per la Cineteca Nacional de Mèxic. El març de 2024, l'actriu Cecilia Roth va ser anunciada com a guanyadora del premi d'honor Premi Platino en reconeixement de la seva "destacada" trajectòria en la indústria cinematogràfica.
Les nominacions es van anunciar el 14 de març de 2024. A les categories de pel·lícules, la pel·lícula dramàtica La societat de la neu va liderar les nominacions amb set, seguida de Cerrar los ojos i El conde, ambdues amb sis. En les categories de televisió, les sèries Iosi, el espía arrepentido i División Palermo van liderar les nominacions amb quatre, seguides de Los mil días de Allende, 30 monedas i El amor después del amor, tots amb tres cadascun. Els cantants i músics Ana Guerra, Ana Mena, Ángela Aguilar, David Bisbal, Diana Hoyos, Gerónimo Rauch, Majida Issa, Mariaca Semprún i Monsieur Periné, tots participaren a la cerimònia.
La pel·lícula espanyola La societat de la neu va rebre més premis amb cinc victòries de sis nominacions, incloent-hi el Millor pel·lícula iberoamericana, el Millor Director i Millor Actor. Altres pel·lícules amb múltiples victòries van ser 20.000 espècies d'abelles amb quatre i Robot Dreams amb dues. En les categories de televisió, la sèrie espanyola La mesías va ser l'única sèrie amb múltiples victòries amb dues. També van ester presents a la cerimònia les mencions a la difícil situació del cinema argentí condemnant els canvis de política per part del la nova administració argentina.

## Nominats i guanyadors
La llista de nominats i premiats és la següent:

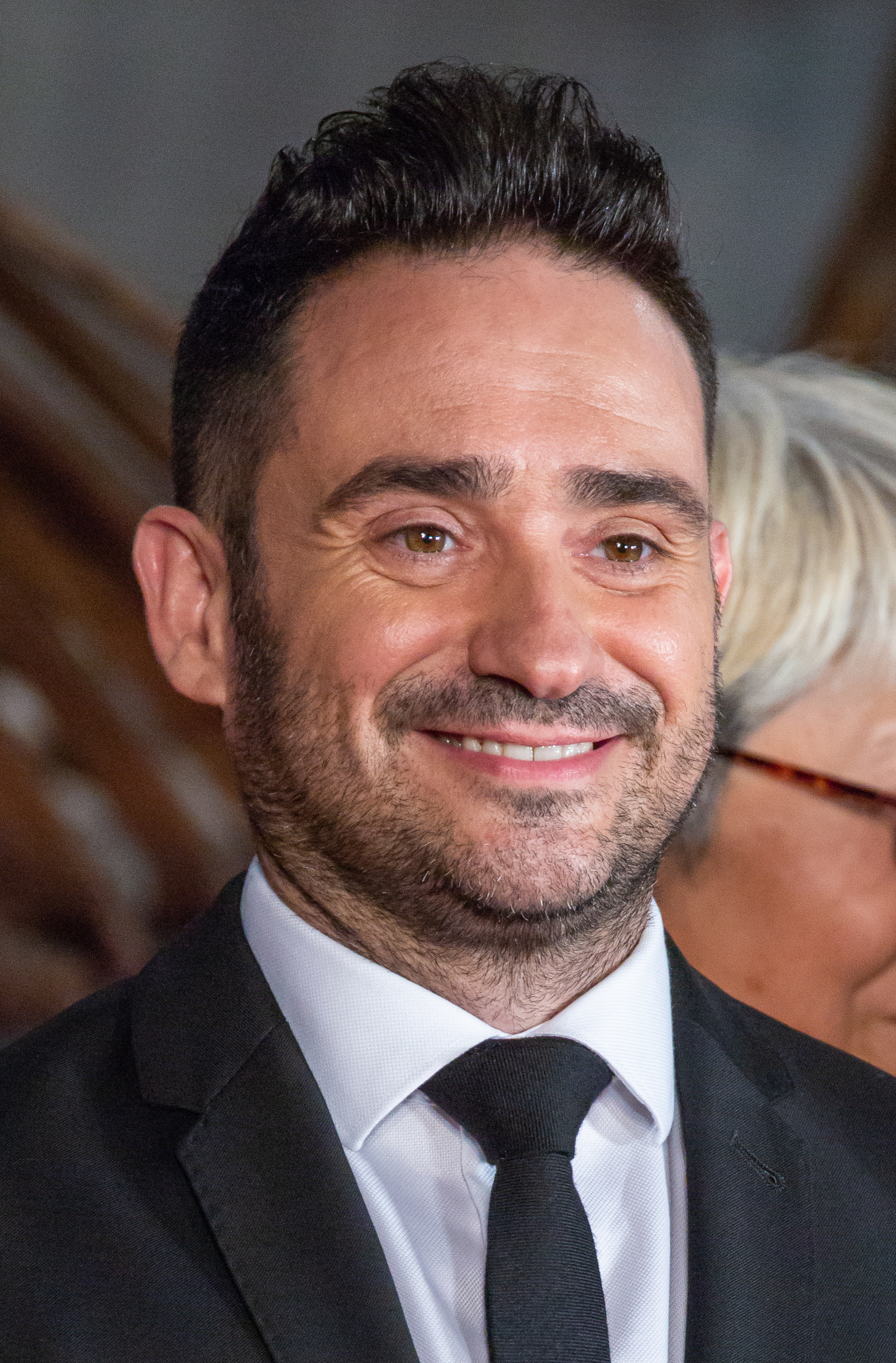
Juan Antonio Bayona, premi a la millor direcció.

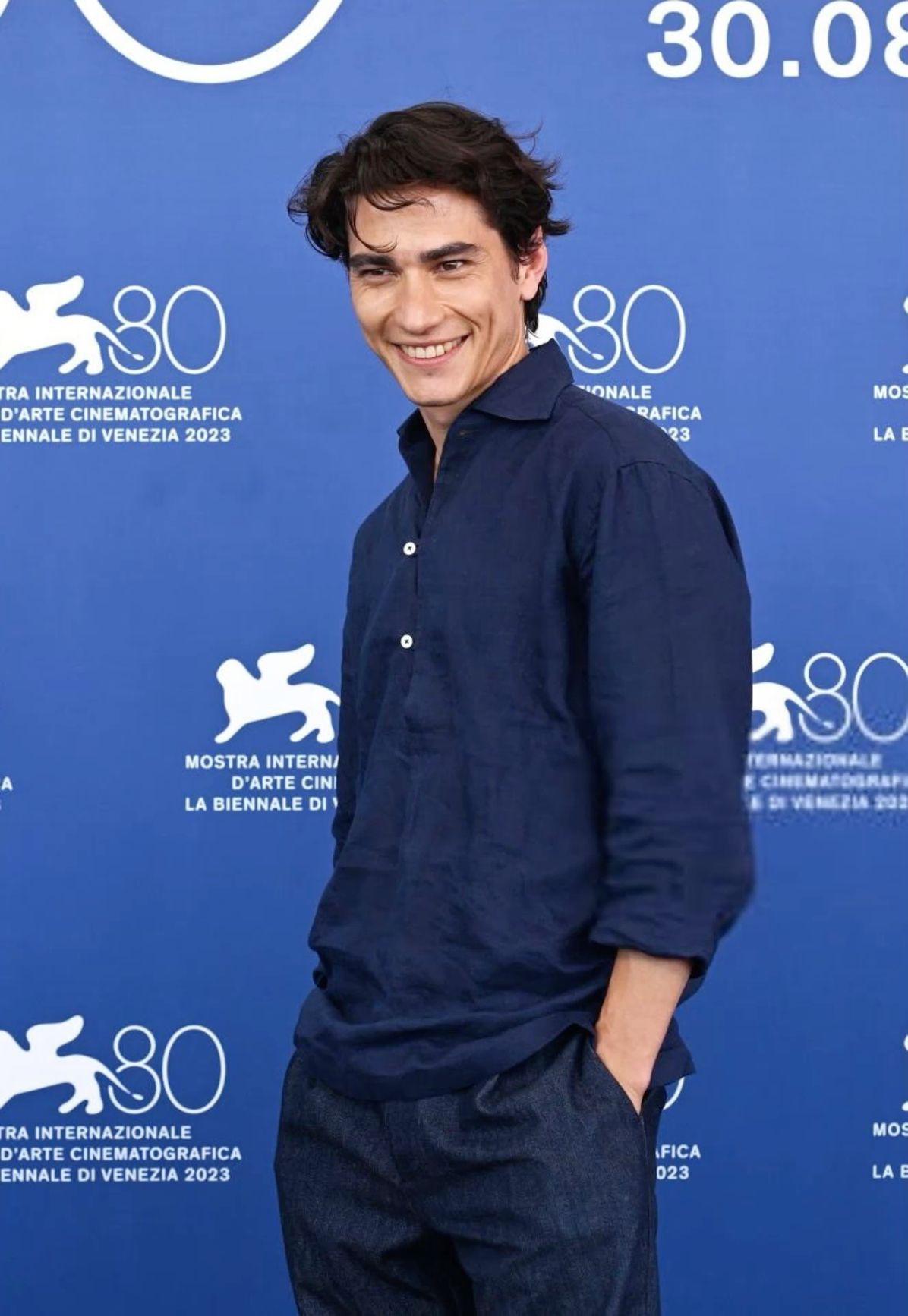
Enzo Vogrincic, premi al millor actor.

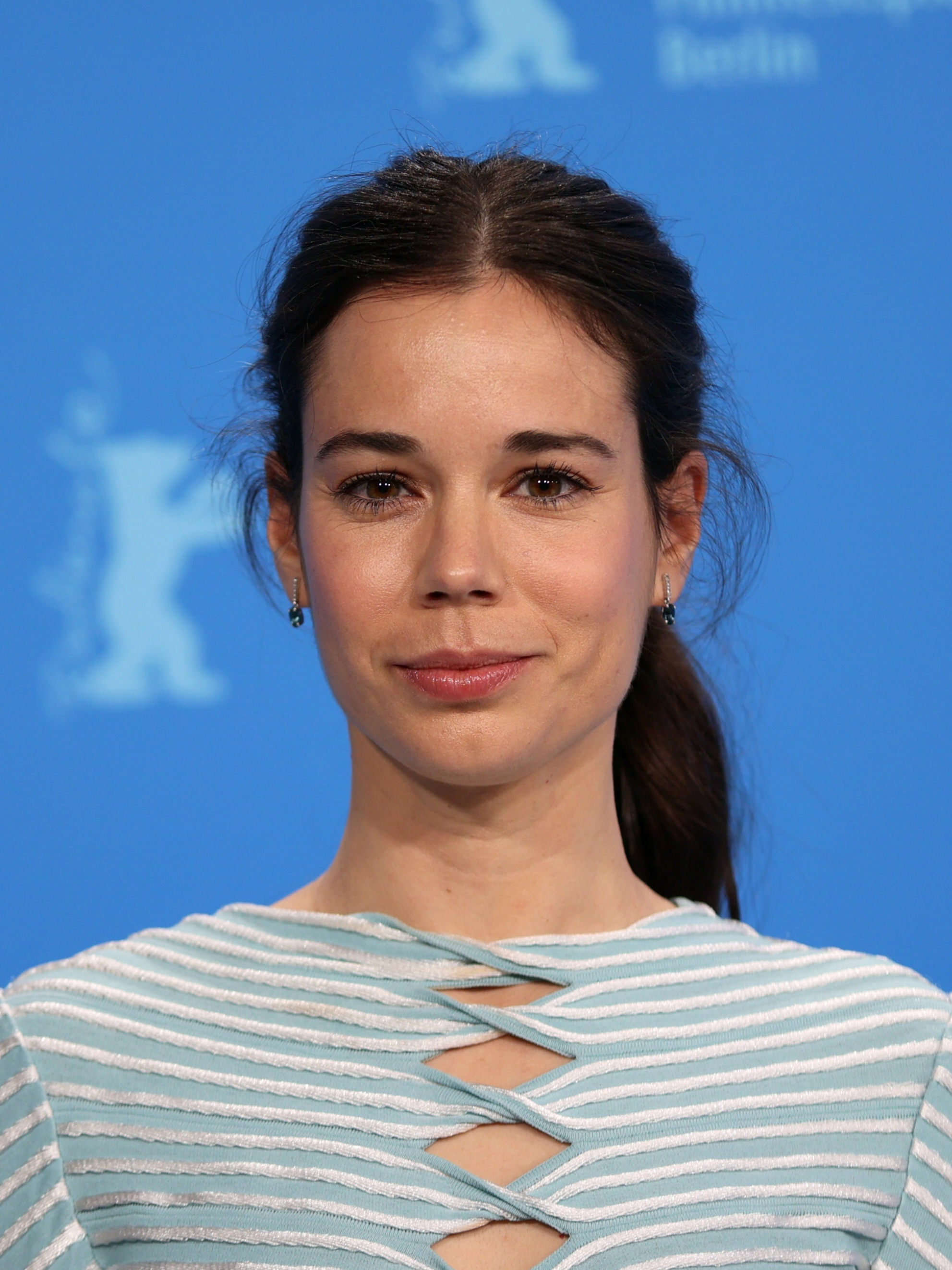
Laia Costa, premi al a millor actriu.

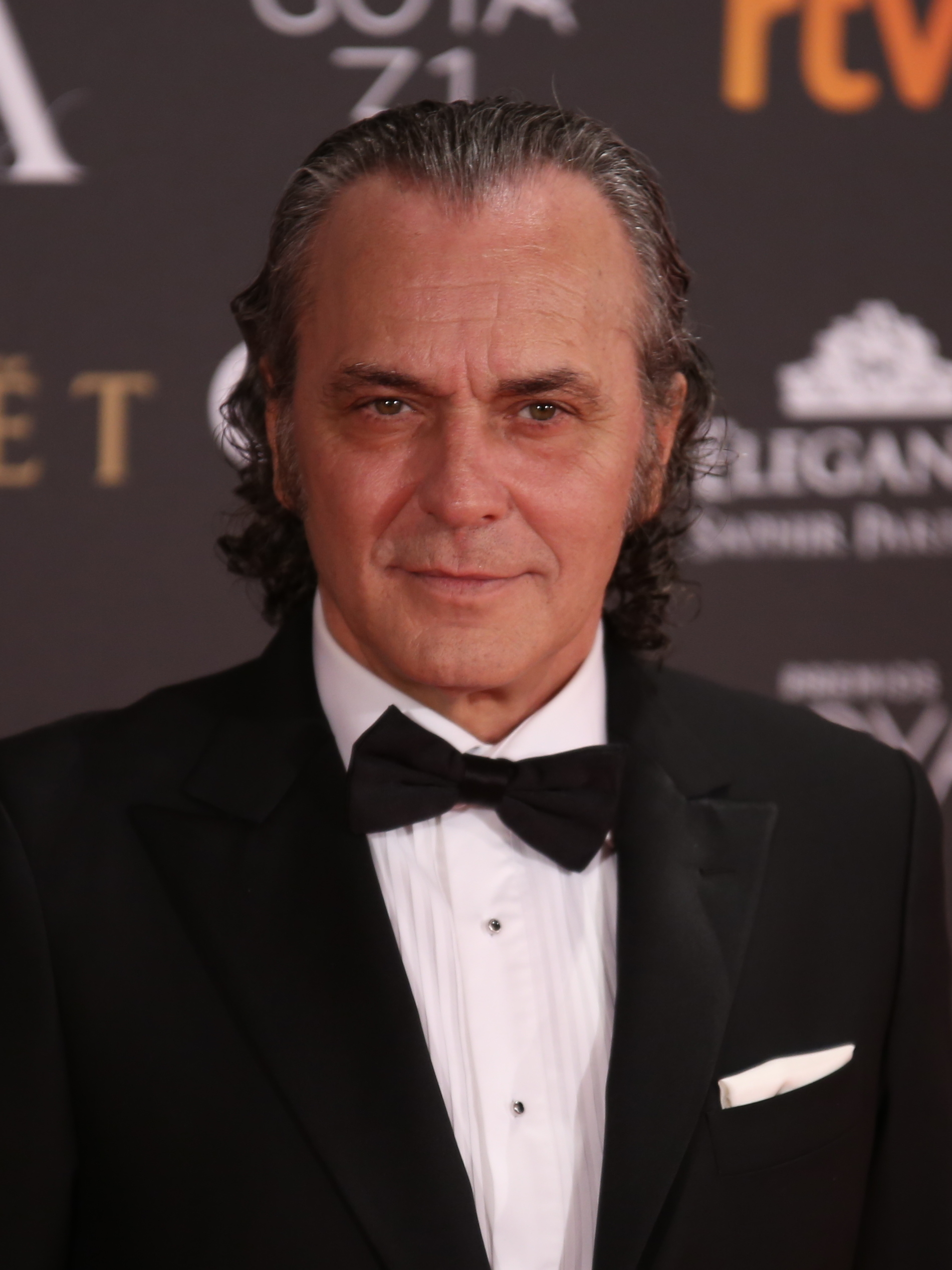
José Coronado, premi al millor actor de repartiment.

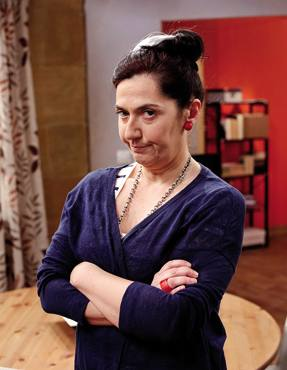
Ane Gabarain, premi al a millro actriu de repartiment.

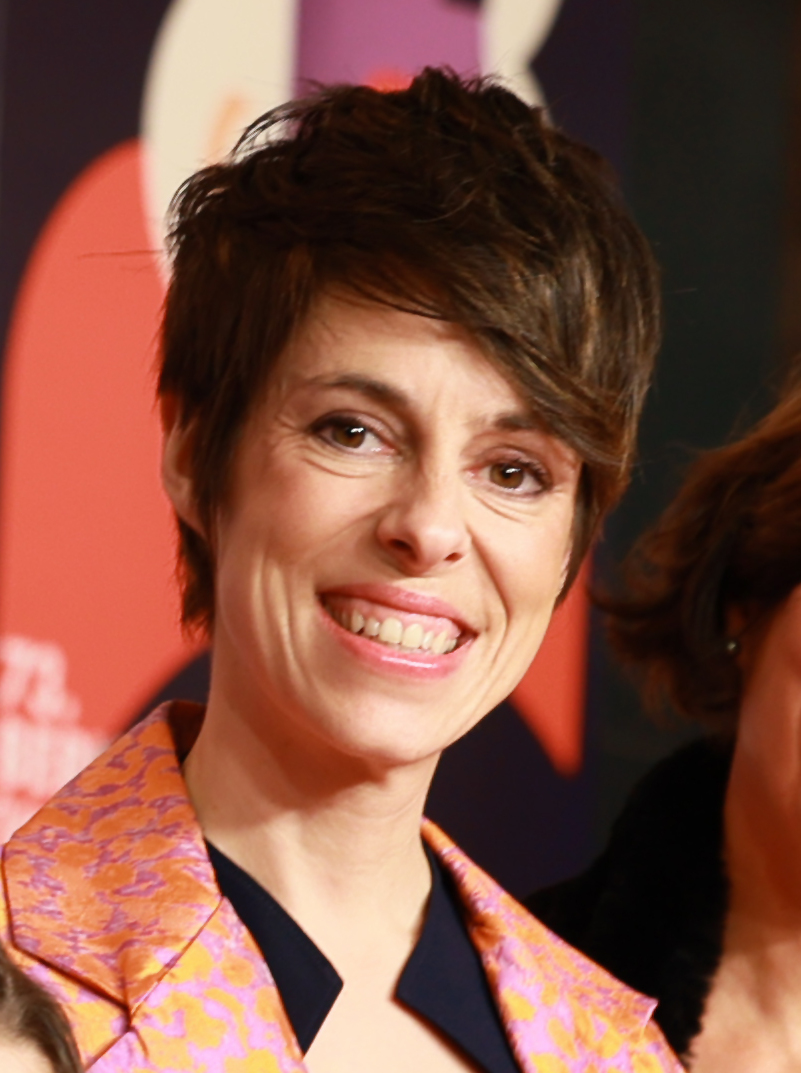
Estibaliz Urresola Solaguren, premi al millor guió.

### Cinema
| Millor pel·lícula iberoamericana de ficció - La societat de la neu · - Cerrar los ojos · - Los delincuentes · , - Tótem ·                                                                                       | Millor direcció - Juan Antonio Bayona – La societat de la neu - Pablo Larraín – El conde - Lila Avilés – Tótem - Isabel Coixet – Un amor                                                        |
| Millor interpretació femenina - Laia Costa – Un amor - Carolina Yuste – Saben aquell - Dolores Fonzi – Blondi - Lola Amores – La mujer salvaje                                                                  | Millor interpretació masculina - Enzo Vogrincic – La societat de la neu - Damián Alcázar – El caso Monroy - David Verdaguer – Saben aquell - Jaime Vadell – El conde - Marcelo Subiotto – Puan  |
| Millor interpretació femenina de repartiment - Ane Gabarain – 20.000 espècies d'abelles - Alejandra Flechner – Puan - Ana Torrent – Cerrar los ojos - Antonia Zegers – El conde                                 | Millor interpretació masculina de repartiment - José Coronado – Cerrar los ojos - Leonardo Sbaraglia – Puan - Luis Bermejo – Un amor - Matías Recalt – La societat de la neu                    |
| Millor guió - 20.000 espècies d'abelles – Estibaliz Urresola Solaguren - Cerrar los ojos – Michel Gaztambide i Víctor Erice - El conde – Guillermo Calderón i Pablo Larraín - Los delincuentes – Rodrigo Moreno | Millor música original - Robot Dreams – Alfonso Vilallonga - Blondi – Pedro Osuna - La pecera – Sergio de la Puente - Radical – Pascual Reyes i Juan Pablo Villa                                |
| Millor pel·lícula d'animació - Robot Dreams · - Dispararon al pianista · - El somni de la Sultana · - Home is Somewhere Else · - Nayola ·                                                                       | Millor pel·lícula documental - La memoria infinita · - El juicio · - La memoria del cine, una pel·lícula sobre Fernando Méndez-Leite · - Una jauría llamada Ernesto ·                           |
| Millor direcció de muntatge - La societat de la neu – Jaume Martí - Huesera – Adriana Martínez - La memoria infinita – Carolina Siraqyan - Los delincuentes – Manuel Ferrari, Nicolás Goldbart i Rodrigo Moreno | Millor direcció de so - La societat de la neu – Jorge Adrados i Oriol Tarragó - Cuando acecha la maldad – Pablo Isola - El conde – Miguel Hormazábal - Huesera – Christian Giraud i Omar Pareja |
| Millor direcció de fotografia - La societat de la neu – Pedro Luque - Cerrar los ojos – Valentín Álvarez - La piel pulpo – Simón Brauer i Tomás Astudillo - Los delincuentes – Inés Duacastella i Alejo Maglio  | Millor direcció artística - El conde – Rodrigo Bazaes - Cerrar los ojos – Curru Garabal - Los colonos – Sebastián Orgambide - Puan – Julieta Dolinsky                                           |
| Millor opera prima de ficció - 20.000 espècies d'abelles · - Blondi · - La pecera · - Los colonos · - Simón · - Tengo sueños eléctricos ·                                                                       | Cinema i Educació en Valors - 20.000 espècies d'abelles · - La memoria infinita · - Puan · - Radical ·                                                                                          |
| Millor comèdia iberoamericana de ficció - Bajo terapia · - Los Wánabis · - Norma · , - Te estoy amando locamente ·                                                                                              | |

#### Pel·lícules amb múltiples premis
Les següents pel·lícules van obtenir múltiples premis:
| Premis | Pel·lícula                |
| ------ | ------------------------- |
| 6      | La societat de la neu     |
| 4      | 20.000 espècies d'abelles |
| 2      | Robot Dreams              |

#### Pel·lícules amb múltiples nominacions
Les següents pel·lícules van obtenir múltiples nominacions:
| Nominacions | Pel·lícula                |
| ----------- | ------------------------- |
| 7           | La societat de la neu     |
| 6           | Cerrar los ojos           |
| 6           | El conde                  |
| 5           | Puan                      |
| 4           | Los delincuentes          |
| 4           | 20.000 espècies d'abelles |
| 3           | La memoria infinita       |
| 3           | Un amor                   |
| 3           | Blondi                    |
| 2           | Robot Dreams              |
| 2           | Saben aquell              |
| 2           | Tótem                     |
| 2           | Radical                   |
| 2           | Huesera                   |
| 2           | Los colonos               |
| 2           | La pecera                 |

### Televisió
| Millor minisèrie o telesèrie cinematogràfica iberoamericana - Barrabrava · (Prime Video) - El cuerpo en llamas · (Netflix) - Iosi, el espía arrepentido · (Prime Video) - Los mil días de Allende · (Riivi i TVN)                                                  | Millor creador de minisèrie o telesèrie - Daniel Burman – Iosi, el espía arrepentido (Prime Video) - Álex de la Iglesia – 30 monedas (HBO España) - Juan Pablo Kolodziej – El amor después del amor (Netflix) - Santiago Korovsky – División Palermo (Netflix)                  |
| Millor interpretació femenina en minisèrie o telesèrie - Lola Dueñas – La mesías (Movistar Plus+) - Aline Kuppenheim – Los mil días de Allende (Riivi y TVN) - Micaela Riera – El amor después del amor (Netflix) - Úrsula Corberó – El cuerpo en llamas (Netflix) | Millor interpretació masculina en minisèrie o telesèrie - Alfredo Castro – Los mil días de Allende (Riivi y TVN) - Gustavo Bassani – Iosi, el espía arrepentido (Prime Video) - Javier Cámara – Rapa (Movistar Plus+) - Santiago Korovsky – División Palermo (Netflix)          |
| Millor interpretació femenina de repartiment en minisèrie o telesèrie - Carmen Machi – La mesías (Movistar Plus+) - Minerva Casero – Iosi, el espía arrepentido (Prime Video) - Najwa Nimri – 30 monedas (HBO España) - Pilar Gamboa – División Palermo (Netflix)  | Millor interpretació masculina de repartiment en minisèrie o telesèrie - Andy Chango – El amor después del amor (Netflix) - Daniel Hendler – División Palermo (Netflix) - Emiliano Zurita – La cabeza de Joaquín Murrieta (Prime Video) - Manolo Solo – 30 monedas (HBO España) |

#### Sèries amb múltiples premis
Les següents sèries van obtenir múltiples premis:
| Premis | Sèries    |
| ------ | --------- |
| 2      | La mesías |

#### Sèries amb múltiples nominacions
Les següents sèries van obtenir múltiples nominacions:
| Nominacions | Sèries                     |
| ----------- | -------------------------- |
| 4           | Iosi, el espía arrepentido |
| 4           | División Palermo           |
| 3           | Los mil días de Allende    |
| 3           | 30 monedas                 |
| 3           | El amor después del amor   |
| 2           | El cuerpo en llamas        |
| 2           | La mesías                  |

### Platino d'Honor
- Cecilia Roth[7]